# Ringicula ringens
Ringicula ringens är en snäckart. Ringicula ringens ingår i släktet Ringicula och familjen Ringiculidae. Inga underarter finns listade i Catalogue of Life.